# ياماتاي

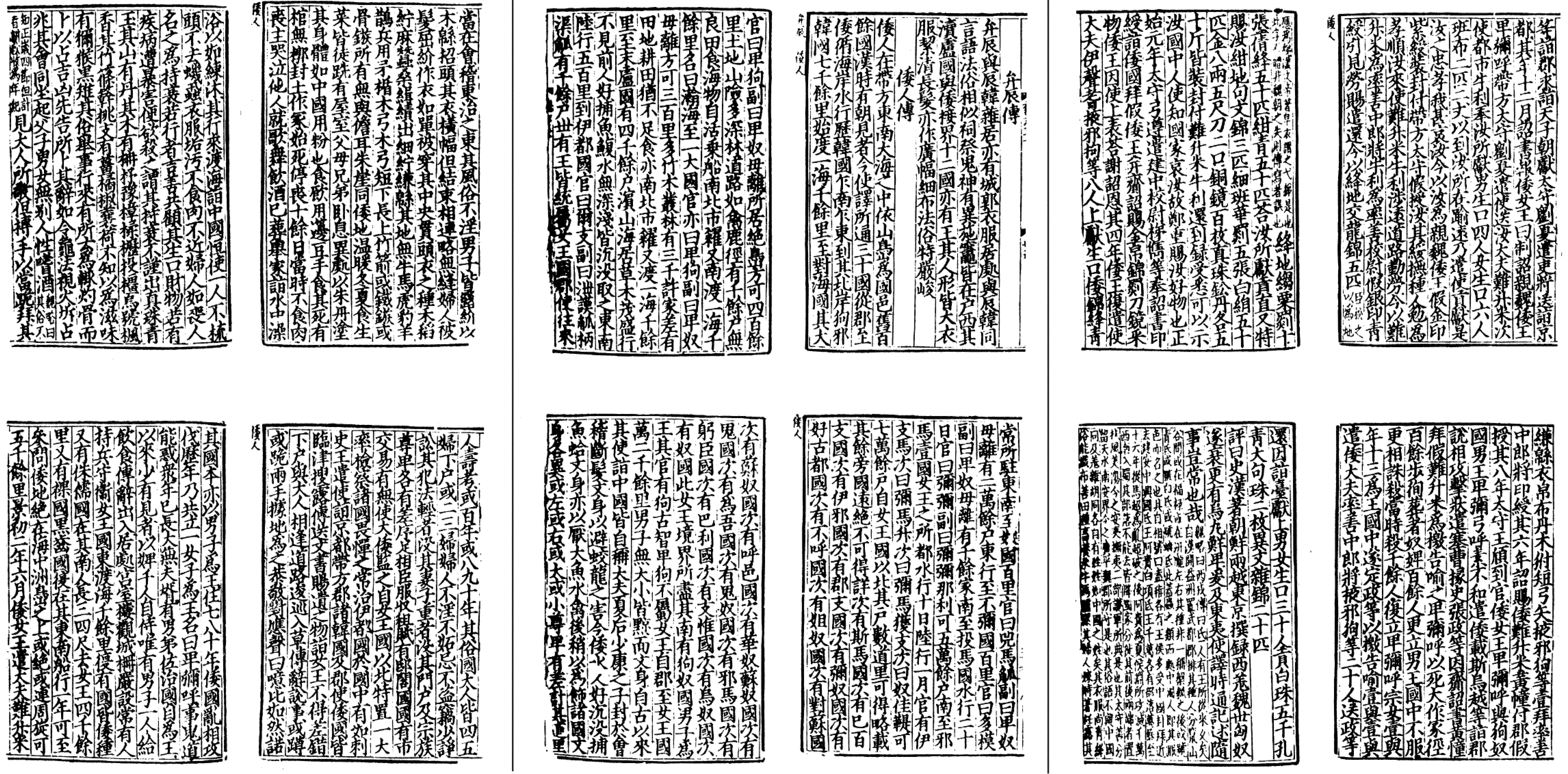
كتابة الخط يعود لسنة 297 قبل الميلاد.

ياماتاي كوكو (邪馬台国, Yamatai-koku) أو يامائتشي كوكو (邪馬壹國, Yamaichi-koku) هي من المفردات الصينية اليابانية التي تعني مملكة قديمة في اليابان في أواخر فترة يايوي التي استمرت من 300 ق.م إلى 300م تقريباً. تم تسجيل تلك الحقبة في كتاب التاريخ الصيني سنيغو زاهي، الذي سجل عن الملكة هيميكو التي تدين بالديانة الشامانية , اختلف المؤرخين وعلماء اللغة اليابانية وو علماءالأثار عن موقع مملكة اليامتي كوكو وعلاقتها بعرق الياماتو.

## تاريخياً

### الكتابات الصينية
وجدت أقدم تسجيل لمملكة الياماتاي في تسجيلات أربع وعشرون قصة تاريخية التي تحدثت عن سلالة هان الملكية ( 25م - 200م ) و مملكة واي (220 م - 265 م) و سلالة سوي (581م - 618م).